# Von Witzleben

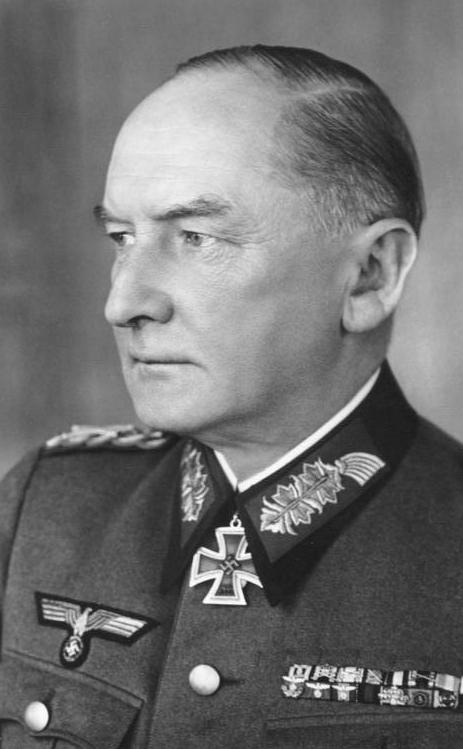
Generalfältmarskalk Erwin von Witzleben, 1940

von Witzleben eller bara Witzleben är en tysk adelsätt med stamgods i Witzleben, Ilm-Kreis i Thüringen, Tyskland, från vilka medlemmar upphäjts i friherrlig och grevlig rang.
Vapen: Tre gånger delat i rött och silver av störtade sparrar

## Släktmedlemmar i urval
- Job von Witzleben (1783-1837 ), preussisk militär.
- August von Witzleben (1773-1839), preussisk officer och novellist under pseudonymen A. von Tromlitz.

1. Ferdinand von Witzleben (1800-1859), generallöjtnant i preussisk tjänst.
2. Gerhard August von Witzleben (1808-1880), tysk militär och författare

- Erwin von Witzleben (1881-1944), tysk militär och generalfältmarskalk, dömdes till döden för delaktighet i 20 juli-attentatet mot Adolf Hitler och avrättades genom hängning[1][2]